# Silnice II/183
Silnice II/183 je česká silnice II. třídy v Plzeňském kraji, která vede z Domažlic přes Přeštice do Rokycan. Je dlouhá 66,6 km a prochází čtyřmi okresy.

## Vedení silnice

### Plzeňský kraj

#### Okres Domažlice
- Domažlice (odbočení z I/22)
- Chrastavice
- 2x odbočka Milavče (III/1831, III/1834)
- Radonice (III/1835)
- odbočka Božkovy
- Hradiště (křiž. III/1836)
- Kanice (křiž. III/18310, III/1859)
- Koloveč (křiž. III/18316, začátek peáže s II/185)
- Srbice (III/18318, konec peáže s II/185)
- Poděvousy (křiž. III/18319)
- odbočka III/18320

#### Okres Plzeň-jih
- Buková
- Kloušov
- Merklín (křiž. III/18322, III/18323, křížení a peáž s II/182)
- rozcestí Soběkury/Otěšice (III/1823)
- Horušany
- Skočice (křiž. III/18324, III/1825, III/18325)
- Přeštice (křiž. a peáž s I/27, II/230)
- odbočka Příchovice (III/18210), konec peáže II/230
- Vodokrty (křiž. II/178, III/18326, III/18327)
- Háje
- Netunice (křiž. III/18328, III/1774)
- Nebílovy

#### Okres Plzeň-město
- rozcestí Nebílovský Borek/Chválenice (III/18329)
- Nezbavětice
  - křiž. a začátek peáže I/20, odbočka III/18026
  - konec peáže I/20, začátek peáže I/19
  - odbočka III/1771, konec peáže I/19
- Šťáhlavy (křiž. III/1772, III/18024, III/18022, III/18330)
- Lhůta
- odbočka Mokrouše (III/18018)

#### Okres Rokycany
- odbočka Raková (III/18331)
- Rokycany
  - odbočka III/11724
  - křiž. II/605
  - MÚK s D5 (exit 62), napojení III/2326